# Selección masculina de rugby 7 de Trinidad y Tobago
La selección masculina de rugby 7 de Trinidad y Tobago es el equipo nacional de la modalidad de rugby 7 (7 jugadores).

## Participación en copas
| - no ha clasificado - Río 2016: no clasificó - Tokio 2020: no clasificó - Kuala Lumpur 1998: Cuartos de final Bowl - Manchester 2002: Semifinal Bowl - Melbourne 2006: no clasificó - Nueva Delhi 2010: no clasificó - Glasgow 2014: Finalista Shield - Gold Coast 2018: no clasificó | - Guadalajara 2011: no clasificó - Toronto 2015: no clasificó - Lima 2019: no clasificó - Mayagüez 2010: no clasificó - Veracruz 2014: 3º puesto - Barranquilla 2018: 4º puesto |